# ستيفاني بيرت
ستيفاني بيرت (من مواليد 1971)، هي ناقدة أدبية وشاعرة وأستاذة اللغة الإنجليزية في جامعة هارفارد. وصفتها صحيفة نيويورك تايمز بأنها "واحدة من أكثر نقاد الشعر تأثيرًا في جيلها". نشأت بيرت في منطقة واشنطن العاصمة، نشرت مجموعات شعرية مختلفة وكمًا كبيرًا من النقد الأدبي والأبحاث. ظهرت أعمالها في العديد من الصحف والمنشورات مثل ذا نيو يوركر، ومراجعة كتاب نيويورك تايمز، ومراجعة لندن للكتب، وملحق التايمز الأدبي، ومجلة ذا بيليفير، ومراجعة بوسطن.